# Krzysztof Koehler

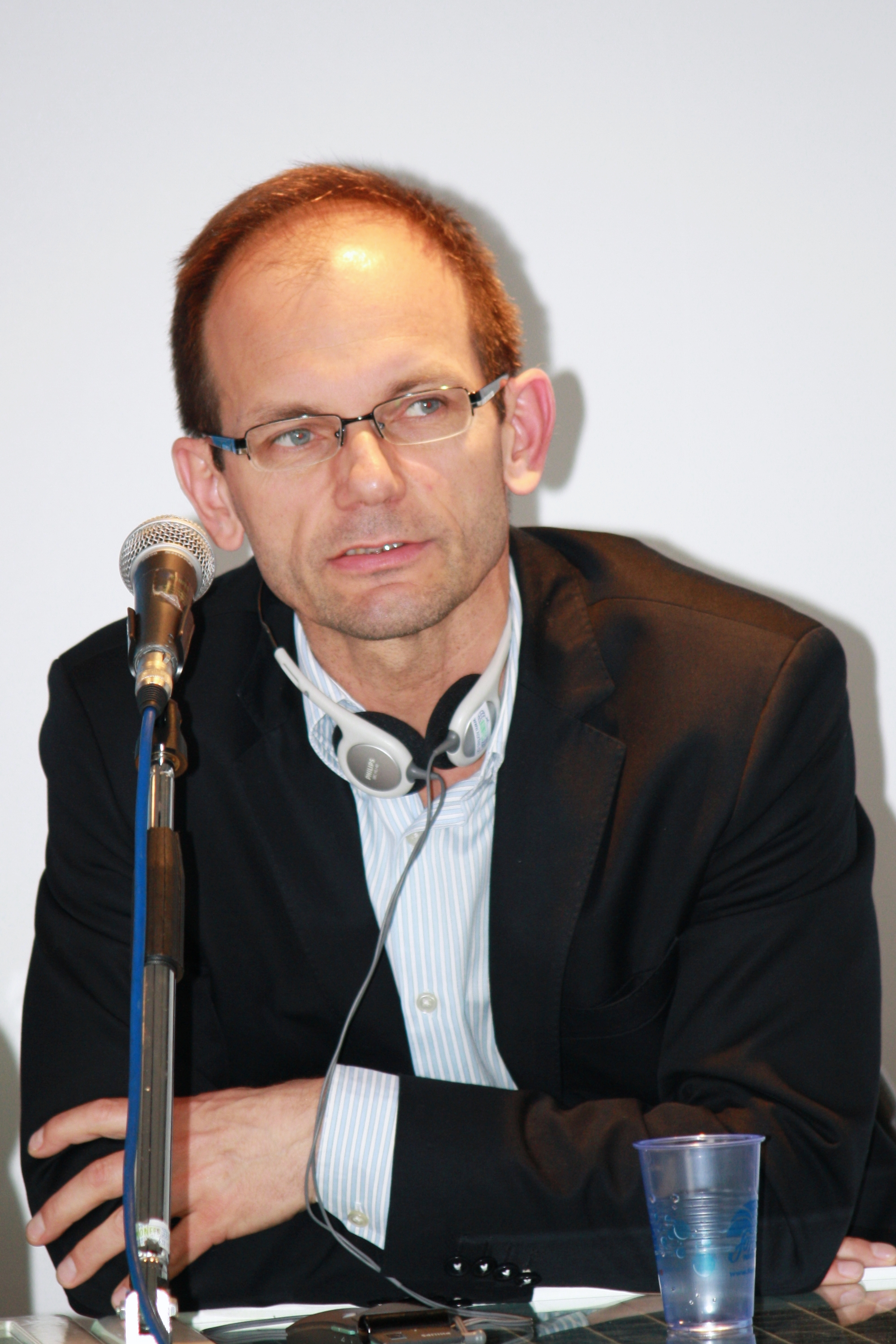
Krzysztof Koehler

Krzysztof Koehler (* 25. Juli 1963 in Częstochowa) ist ein polnischer Lyriker, Literaturkritiker, Drehbuchautor und Essayist.

## Leben
Koehler studierte in den 1980er Jahren polnische Philologie an der Jagiellonen-Universität in Krakau. Seine Dissertation schrieb er über alte polnische Literatur. Die Habilitationsarbeit verfasste er über Stanisław Orzechowski. Koehler ist Professor an der Kardinal-Wyszyński-Universität in Warschau, des Philologischen Institutes der Jagiellonen-Universität und hält Vorlesungen an der Ignatianum-Akademie in Krakau.
Koehler ist Mitarbeiter der Zeitschriften „Arcana“, „Pressje“, „Fronda“ und „brulion“ sowie Autor von vier Gedichtbänden.
Er war von 2006 bis April 2011 Direktor von TVP Kultura, dem Kulturkanal des öffentlich-rechtlichen polnischen Fernsehsenders TVP. Seit 1994 arbeitet er beim Polnischen Fernsehen als Redakteur bei „Goniec Kulturalny“. Daneben ist er Co-Autor einiger Filme.
Krzysztof Koehler nahm am deutsch-polnischen Lyrikfestival „wortlust“ 1995 in Leipzig und 1997 in Lublin teil und gehört zum Umfeld der beteiligten Autorengruppe. Texte von ihm wurden publiziert im Lubliner Lift, im Muschelhaufen und im Ostragehege, übertragen von Günter Ullmann sowie von Karl Dedecius übersetzt und herausgegeben im Panorama der polnischen Literatur sowie in den Anthologien Nach den Gewittern und Es ist Zeit, wechsle die Kleider. Koehlers Texte wurden u. a. ins Englische und Slowenische übersetzt.

## Privatleben
Frau: Kinga Koehler, Töchter: Olga (geb. 1989) und Anna (geb. 1998)

## Fernsehen
- 1994: "Goniec Kulturalny" – Mitarbeiter
- "Po godzinach" beim TVP1 – Mitarbeiter

## Filmografie
- 1996: "Sarmacja czyli Polska" – Drehbuch
- 1996: "Maria Konopnicka" – Drehbuch
- "Adam Mickiewicz" – Drehbuch
- "Macie swojego poetę" – Drehbuch
- 2009 "Dekalog 89" – Redaktion

## Theater TV
- 1996: "Pieśni postu świętego z dawnych polskich poetów zebrane" – Drehbuch
- 1994: "Biesiada Sarmacka" – Drehbuch

## Bibliografie
- Krzysztof Koehler in Filmpolski.pl
- Krzysztof Koehler in Filmweb
- Kto jest kim w Polsce, edycja IV (zespół redakcyjny Beata Cynkier i inni), Warszawa 2001, s. 412